# Green Bay Road Bridge
Die Green Bay Road Bridge (auch als County Bridge #135, Mill St. Bridge sowie P36-022 Mill St. at Manitowoc R. bekannt) ist eine historische Straßenbrücke (Stil: Pratt through truss) über den Manitowoc River zwischen Manitowoc und der Town of Manitowoc Rapids im Manitowoc County im US-amerikanischen Bundesstaat Wisconsin.
Die Green Bay Road Bridge wurde von der Wisconsin Bridge & Iron Co. gebaut. Das Fundament besteht aus Kalkstein, die Brücke selbst ist aus Stahl und Holz. Laut National Register of Historic Places war die Brücke in den Zeiträumen 1875–1899, 1900–1924 und 1925–1949 besonders bedeutsam.
Die Green Bay Road Bridge wurde am 3. August 1998 vom National Register of Historic Places mit der Nummer 98000877 aufgenommen.